# オイゲン・ロート
オイゲン・ロート（Eugen Roth, 1895年1月24日 ミュンヘン - 1976年4月28日 ミュンヘン）は、ドイツの叙情詩人である。
オイゲン・ロートは、ミュンヘンの著名な作家であったヘルマン・ロート (Hermann Roth) の息子として生まれた。
第一次世界大戦に参加し、重傷を負った。歴史学、美術史、哲学を勉強し、1922年に学位（哲学博士）を取得した。1927年より1933年にかけて、ミュンヒナー・ノイエステン・ナハリヒテン Münchner Neuesten Nachrichten という新聞社に編集人を勤めた。
ロートのこっけいな詩一句は、現在にも、流行である。

## 選択作品
- 偶然の一致: 初中級読物. 尾崎賢三郎 [編] . 東京: 朝日出版社, 1963.9

- Ein Mensch (1935年)
- Eugen Roths Tierleben (1948年)
- Heitere Kneipp-Fibel (1954年)
- Humorapotheke (1956年-1959年)
- Das Eugen-Roth-Buch (1966年)
- Der Wunderdoktor-Heitere Verse (1939年)

## 受賞
- ミュンヘン市文学賞　(Kunstpreis für Literatur der Stadt München) （1952年）